# Francesc Jacint de Savoia
Francesc Jacint de Savoia, anomenat la Flor del Paradís, (Torí, Savoia 1632 - íd, 1638) fou el duc de Savoia entre 1637 i 1638.

## Orígens familiars
Va néixer el 14 d'agost de 1632 a la ciutat de Torí sent el segon fill del duc Víctor Amadeu I de Savoia i la seva esposa Maria Cristina de França. Fou net per línia paterna de Carles Manuel I de Savoia i Caterina Micaela d'Espanya, i per línia materna del rei Enric IV de França i Maria de Mèdici. Fou el germà del també duc Carles Manuel II de Savoia.

## Ascens al tron ducal
A la mort del seu pare, ocorreguda l'octubre de 1637, fou nomenat amb tan sols 5 anys duc de Savoia. Davant aquest contratemps la seva mare, Maria Cristina de França, assumí la regència del ducat durant la Guerra dels Trenta Anys. El Ducat de Savoia fou el camp de batalla entre la Monarquia Catòlica hispana i el Regne de França, i tot i que el Ducat rebé l'ajuda de les tropes franceses del Cardenal Richelieu, les tropes dels Habsburgs hispans es feren amb la ciutat de Vercelli.
Amb una salut precària, el 14 de setembre de 1638 tingué un greu atac de febre, morint al castell de Valentino de la ciutat de Torí el 4 d'octubre del mateix any. Fou succeït pel seu germà Carles Manuel II de Savoia, que també tingué la regència de la seva mare.